# ドゥジマワのバン

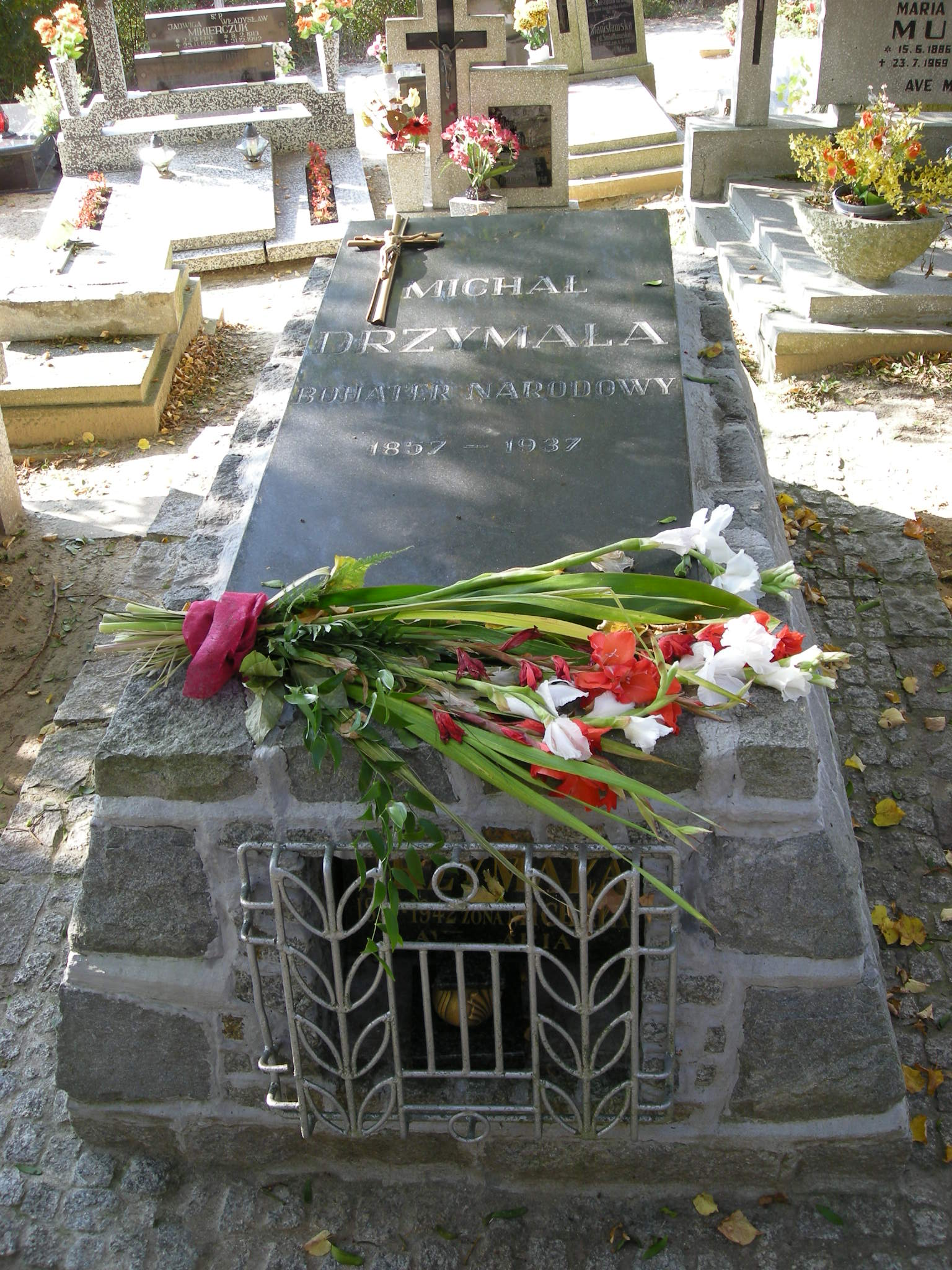
ポーランド、ミァステチュコ・クラインスキェにあるミハウ・ドゥジマワの墓

ドゥジマワのバン（ポーランド語: wóz Drzymały）は、ドイツ帝国のドイツ化政策に対するポーランド人の抵抗運動の象徴。ポーランド分割時代、ミハウ・ドゥジマワ (Michał Drzymała), 1857年9月13日-1937年4月25日）はプロイセン王国、後にドイツ帝国に支配されていたポーランドにおいて民族的英雄となった。

## 経過
1886年、ビスマルクは「プロイセン定住委員会（Ansiedlungskommission）を創設し、ポーランドへのドイツ人の定住を奨励した。この委員会は空いている土地を買い上げ、申請をしたドイツ人のうち認可された者だけに払い下げるという権限を持っていた。プロイセン王国政府はこの制度を、ドイツ人の「東方からの離脱」（オストフルヒト）に対処する手段とした。他方ポーランド人の目にこの委員会の設立は、住んでいる土地から自分たちを追い出すための攻撃的な政策だと映った。
ポーランド人の土地所有を抑えるこの政治運動が生んだのは、ミハウ・ドゥジマワという英雄による抵抗だった。1904年、彼はヴォルシュタイン（現ヴォルシュティン）地方に小さな土地を購入したが、プロイセン定住委員会は彼がポーランド人だったことを理由としてそこに家を建てることを禁止した。彼はこの規制をうまく逃れるために、ロマの使うバン（家屋の代わりに使われる荷馬車）を用意してそこに生活し、彼を排除しようとする裁判所に対し10年以上にわたって頑強に抵抗した。この事件はドイツ全土で世評を集めた。これはプロイセンにおける民族紛争の典型例となった。そこではポーランド人の民族運動は農民によって主導され、政府はなんとかして彼らの運動を妨害する法的措置をとろうと躍起となっていたのである。
ドイツの文化闘争と「定住委員会」の目的はポーランド人を抑圧することにあったが、これらはかえってポーランド人の民族意識を高揚させてしまったことになる。